# Hydrovatus crassicornis
Hydrovatus crassicornis är en skalbaggsart som först beskrevs av H. J. Kolbe 1883.  Hydrovatus crassicornis ingår i släktet Hydrovatus och familjen dykare. Inga underarter finns listade i Catalogue of Life.